# Friedrich Karl Arnold Schwassmann
Friedrich Karl Arnold Schwassmann (Hambourg, 25 mars 1870 – 19 janvier 1964) est un astronome allemand.
Il codécouvre avec Arno Arthur Wachmann les comètes périodiques 29P/Schwassmann-Wachmann, 31P/Schwassmann-Wachmann et 73P/Schwassmann-Wachmann. Il découvre également plusieurs astéroïdes.

## Astéroïdes découverts
| (435) Ella          | 11 septembre 1898 | avec Max Wolf |
| (436) Patricia      | 13 septembre 1898 | avec Max Wolf |
| (442) Eichsfeldia   | 15 février 1899   | avec Max Wolf |
| (443) Photographica | 17 février 1899   | avec Max Wolf |
| (446) Éternité      | 27 octobre 1899   | avec Max Wolf |
| (447) Valentine     | 27 octobre 1899   | avec Max Wolf |
| (448) Natalie       | 27 octobre 1899   | avec Max Wolf |
| (449) Hamburga      | 31 octobre 1899   | avec Max Wolf |
| (450) Brigitta      | 10 octobre 1899   | avec Max Wolf |
| (454) Mathesis      | 28 mars 1900      |               |
| (455) Bruchsalia    | 22 mai 1900       | avec Max Wolf |
| (456) Abnoba        | 4 juin 1900       | avec Max Wolf |
| (457) Alleghenia    | 15 septembre 1900 | avec Max Wolf |
| (458) Hercynia      | 21 septembre 1900 | avec Max Wolf |
| (905) Universitas   | 30 octobre 1918   |               |
| (906) Repsolda      | 30 octobre 1918   |               |
| (912) Maritima      | 27 avril 1919     |               |
| (947) Monterosa     | 8 février 1921    |               |
| (989) Schwassmannia | 18 novembre 1922  |               |
| (1192) Prisma       | 17 mars 1931      |               |
| (1303) Luthera      | 16 mars 1928      |               |
| (1310) Villigera    | 28 février 1932   |               |